# Zázari
 (août 2025).
Si vous disposez d'ouvrages ou d'articles de référence ou si vous connaissez des sites web de qualité traitant du thème abordé ici, merci de compléter l'article en donnant les références utiles à sa vérifiabilité et en les liant à la section « Notes et références ».
Le lac Zázari, en grec moderne : Λίμνη Ζάζαρη, également appelé lac Agíon Theodóron (Λίμνη Αγίων Θεοδώρων), est un petit lac naturel situé au sud du district régional de Flórina en Macédoine-Occidentale, Grèce,. C'est l'un des lacs du bassin formé entre les montagnes Vérno (el), Vóras (el), Áskio (el) et Vermion, qui comprend également les lacs Vegorítida, de Pétres et Chimadítida.
Le lac Zázari a une superficie d'environ 2 km2 et est situé à une altitude de 602 mètres. Sa profondeur moyenne est de 4,6 mètres. Il est alimenté par la petite rivière Sklíthros, qui prend sa source dans la montagne de Vérno et alimente à son tour le lac voisin Chimadítida. Zázari et son lac voisin, Chimadítida, font partie du réseau Natura 2000 sous le code GR 1340005.